# Чёрный, Михаил Никифорович
Михаил Никифорович Чёрный (укр. Михайло Никифорович Чорний; 26 ноября 1933, с. Малая Жмеринка, Винницкая область — 24 сентября 2020) — советский и украинский художник — живописец, график. Член Национального союза художников Украины с 1968 года. Заслуженный художник Украины (1995), Народный художник Украины (2008). Участник более двухсот Всесоюзных и республиканских выставок с 1968 года.

## Биография
После службы в Советской армии Михаил Чёрный поступил на факультет скульптуры в Одесское художественное училище имени М. Б. Грекова. Впоследствии перевелся на факультет живописи. В 1968 году закончил Киевский государственный художественный институт (теперь — Национальная академия изобразительного искусства и архитектуры) по специальности «Живопись» (преподаватели — Михаил Иванович Хмелько и Виктор Васильевич Шаталин) и завершил обучение во Всесоюзном заочном народном университете им. Н. К. Крупской в 1971 году (преподаватели: Михаил Гордеевич Дерегус и Сергей Алексеевич Григорьев).

## Премии и награды
- Заслуженный художник Украины (1995 г.)[2]
- Народный художник Украины (2008 г.)[3]
- Лауреат Всесоюзного мемориала А. И. Куинджи (1973 г.)
- Лауреат премии Н. Трублаини (1976 р.)

## Творчество
Работы художника находятся в собственности Национального союза художников Украины, Союза художников бывшего СССР, Министерства культуры Украины, Министерства культуры бывшего СССР, Национального музея украинского изобразительного искусства, Винницкого областного художественного музея, Винницкого областного краеведческого музея, Полтавского областного краеведческого музея, Черкасского областного краеведческого музея, в Мемориальном доме-музее П.Тичины, в музеях Киево-Печерской Лавры, Киевского национального университета имени Тараса Шевченко и др.
Полотна художника приобретены частными коллекционерами Украины, России, Польши, Чехии, Германии, Австрии, Венгрии, Франции, Испании, Греции, США, Канады, Израиля, Австралии.
Имя художника внесено во «Всемирную энциклопедию художников всех времен и народов» (Мюнхен-Лейпциг, Германия, 1996 г.). — «The Artists of The World»: A Bio-bibliographical Index A to Z. (Munich: K. G. Saur (publisher)), 1996.

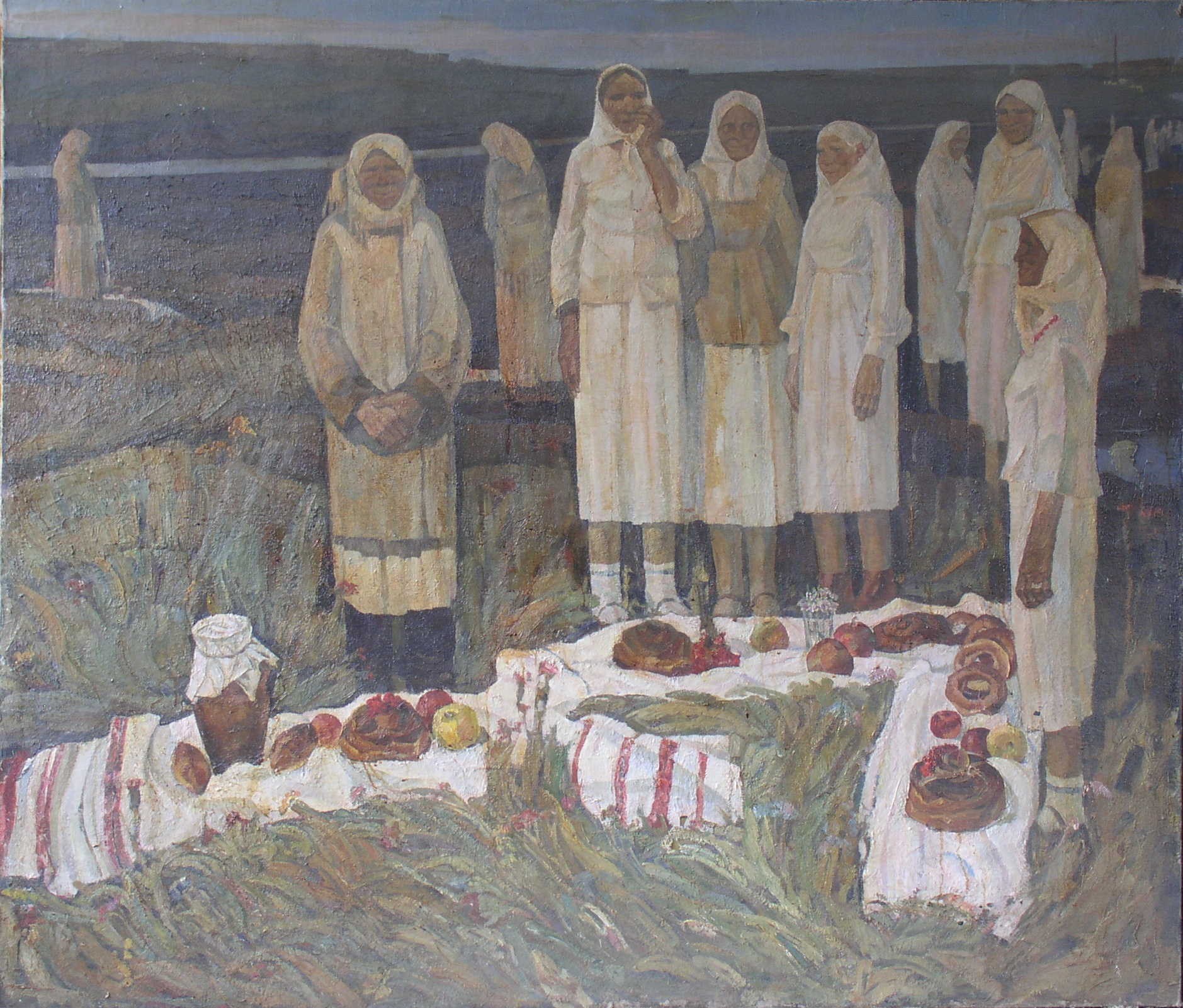
Михаил Чёрный. «Поминки на местах боев». 1985, — холст, масло. — 150х200 см
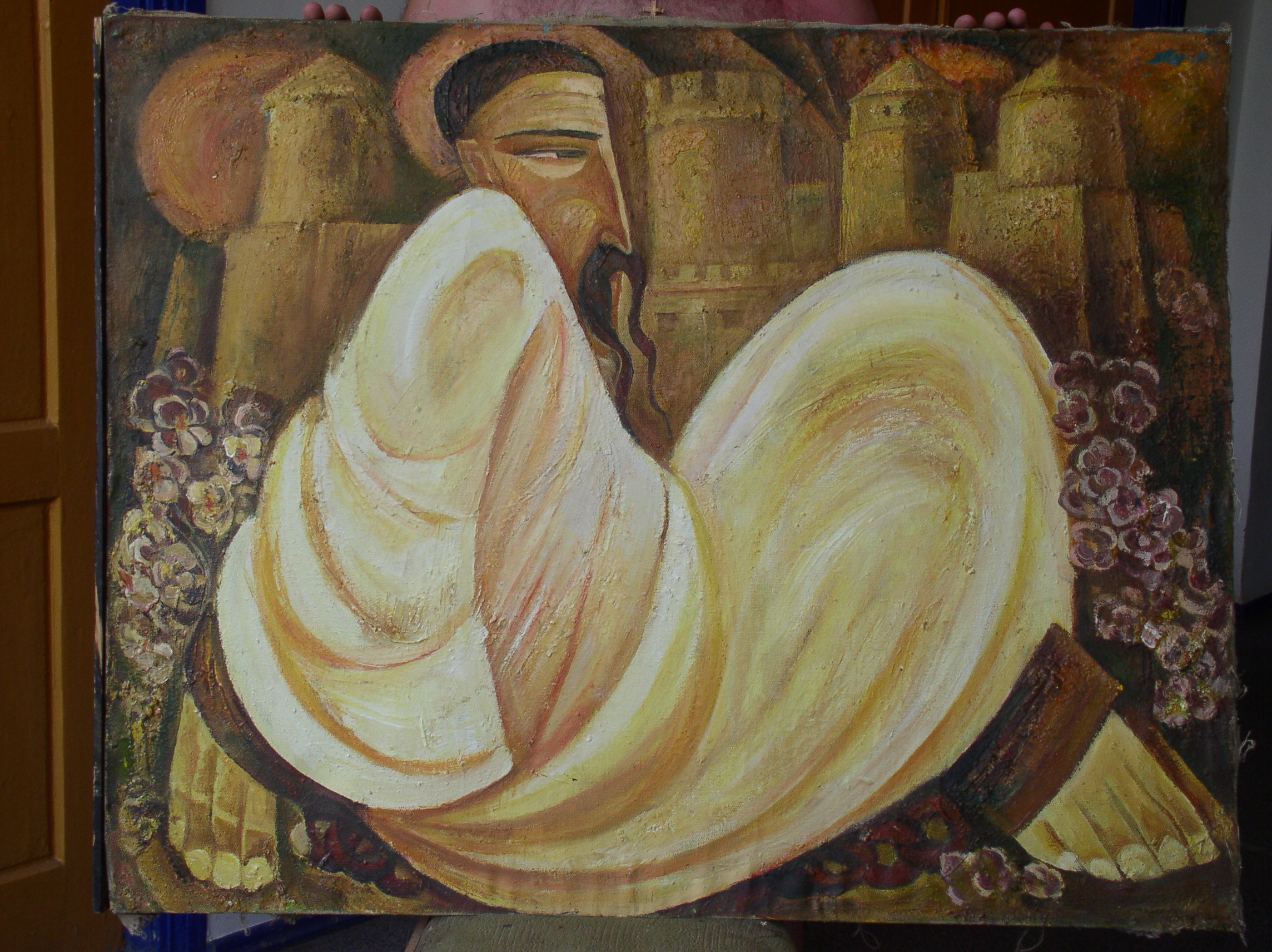
Михаил Чёрный. «Устим Кармалюк». 1989 - холст, масло — 60х100 см
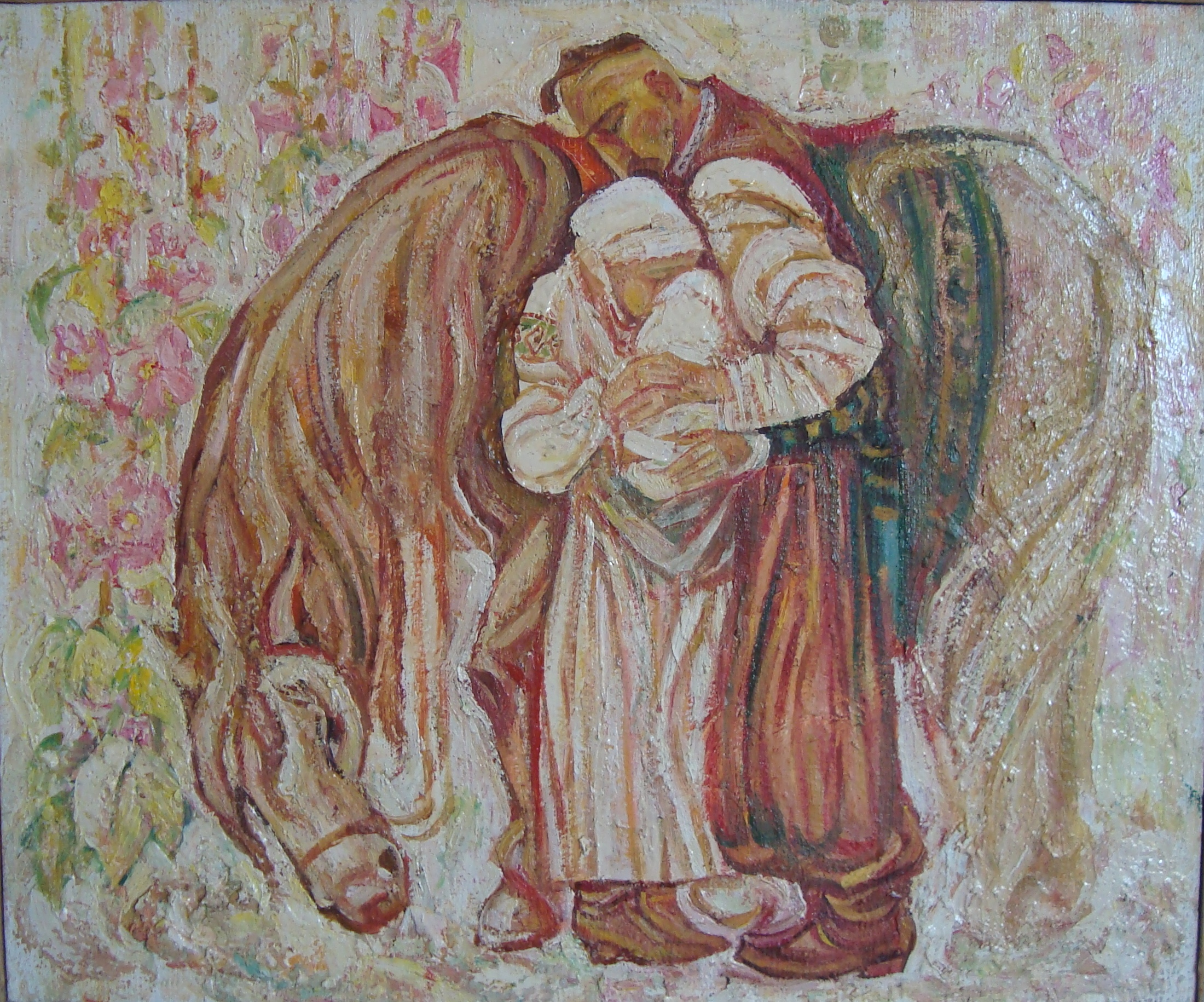
Михаил Чёрный. «Проводы на Сечь», 2011 - холст, масло - 60х80 см
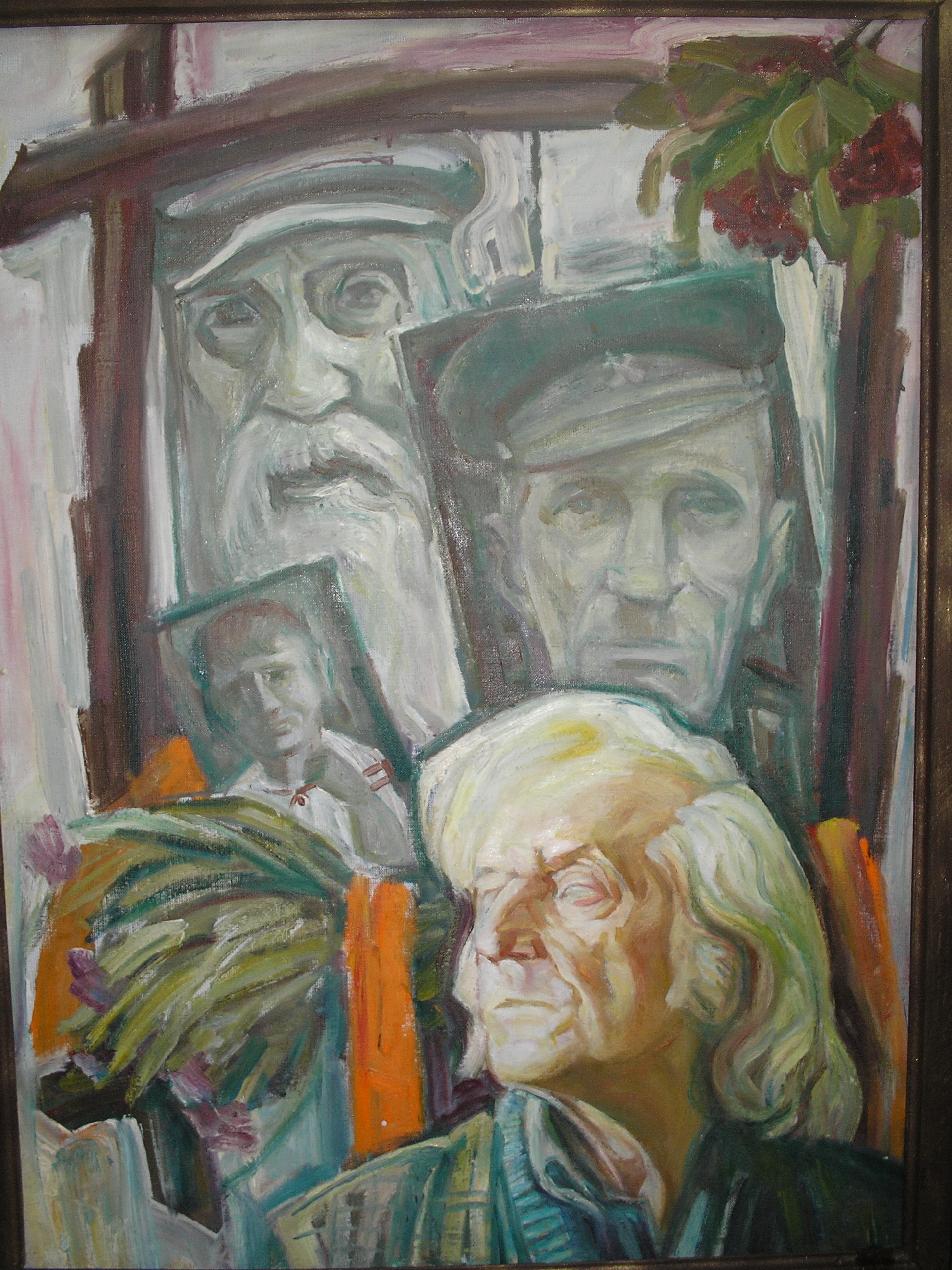
Михаил Чёрный. «Автопортрет на фоне предков», 2006 — холст, масло — 80х60 см